# 로드아일랜드레드

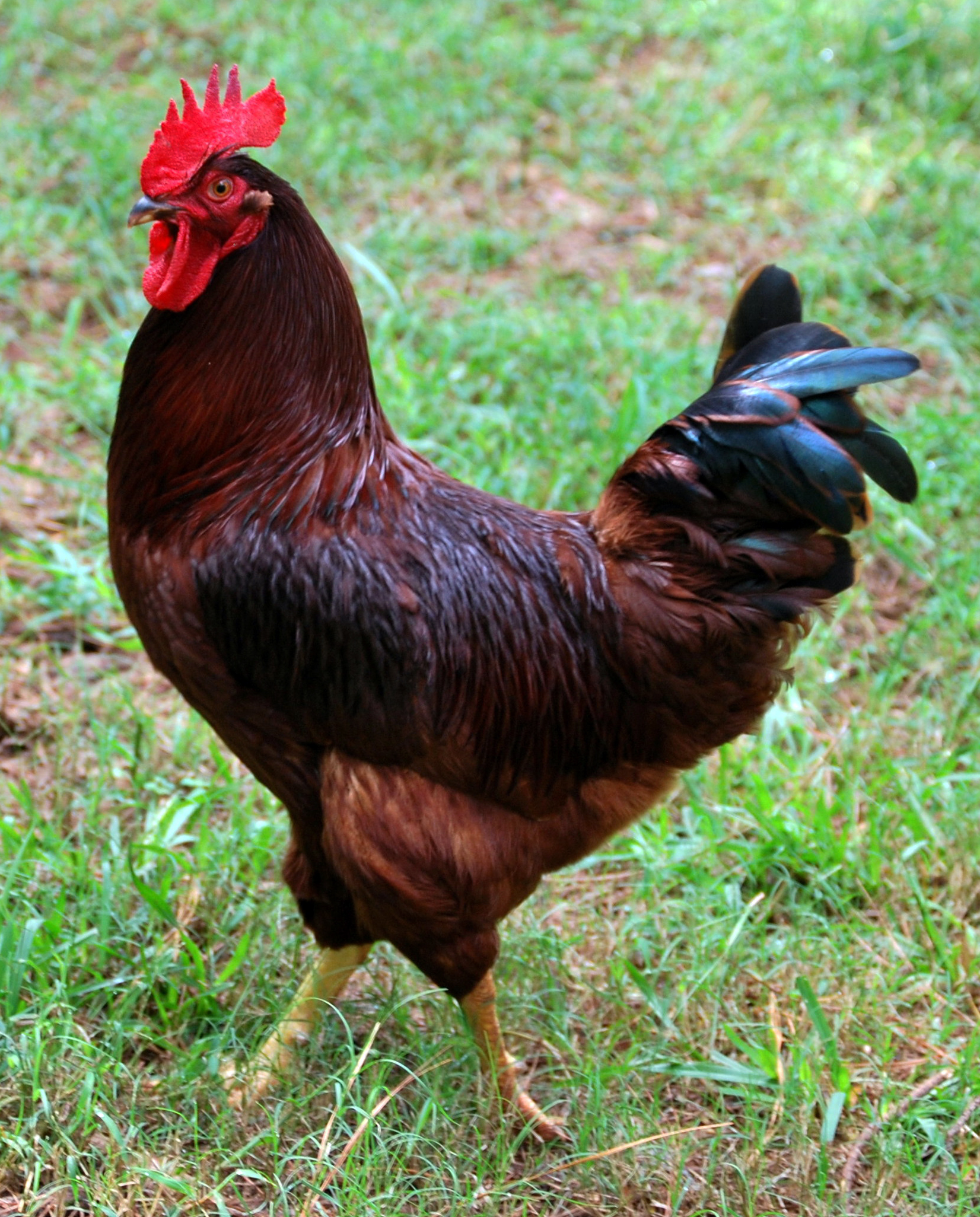
로드아일랜드레드 수탉

로드아일랜드레드(Rhode Island Red)는 미국의 로드아일랜드주에서 1904년 처음 개량된 닭 품종으로, 채질이 강건한 미국 재래종과 파트리지코친종, 말레이종, 레그혼종, 와이언도트종을 교잡해서 작출했다. 고기 및 달걀을 얻기 위해 기른다.
로드아일랜드주를 상징하는 주조(州鳥)이다.
홑볏과 장미볏을 가진 품종들이 있으며, 성질이 온순하고 취소성이 있으며 부화와 육추에 능숙하다는 장점이 있다.